# Сафронов, Лев Тимофеевич
Лев Тимофеевич Сафронов (1911—1995) — военный инженер, полковник авиации, кандидат технических наук, лауреат Сталинской премии.

## Биография
Родился 7 ноября 1911 года в д. Васьково (сейчас Стодолищенский район Смоленской области).
В 1938—1953 гг. служил в НИИ ВВС. Во время войны — инженер-капитан, руководил разработкой и проводил испытания ночных аэрофотоаппаратов и фотобомб в целях повышения высоты ночного фотографирования при аэрофоторазведке и контроле ночного бомбометания. В результате изготовлены и испытаны аэрофотоаппараты НАФА-1 и НАФА −3с, фотобомбы ФОТАБ-100 −60, которые увеличили высоту ночного фотографирования с 1500 до 4000 метров.
С 1953 г. доцент Краснознаменной Военно-Воздушной Академии им. Ю. А. Гагарина, инженер-полковник. В 1960-е гг. был ответственным исполнителем темы «Применение электронно-вычислительных машин для оценки воздушной обстановки».
Похоронен на Монинском мемориальном кладбище.

## Сочинения
- Ночное воздушное фотографирование. Автор: Сафронов Лев Тимофеевич. Год: 1947. … Сафронов Л. Т. Ночное воздушное фотографирование. — Москва : Воен. изд-во, 1947 (Тип. им. Ворошилова в Л.). — 240 с. : ил. ; 23 см.
- Сафронов, Лев Тимофеевич. Воздушное фотографирование ночью [Текст]. — Москва : Воениздат, 1942. — 116 с. : ил., черт.; 22 см.
- Ночное воздушное фотографирование : диссертация … кандидата технических наук : 05.00.00. — Москва, 1947. — 240 с. : ил.; 24х15 см.
- Фотооборудование самолётов [Текст] : Учебное пособие по спецоборудованию самолётов для техн. состава ВВС Вооруж. сил СССР / Инж.-полк. Л. Т. Сафронов, инж.-майор В. И. Кровяков. — Москва : Воен. изд-во, 1949. — 211 с. : ил.; 22 см.
- Фотооборудование самолётов [Текст] : Учеб. пособие по спецоборудованию самолётов для техн. состава ВВС вооруж. сил СССР / Инж.-подполк. Л. Т. Сафронов, инж.-майор В. И. Кровяков. — Москва : Воен. изд-во, 1949 (Л. : тип. им. Ворошилова). — 211, [5] с. : ил.; 23 см.
- Технические средства воздушного фотографирования [Текст] : Учебное пособие / Доц. канд. техн. наук инж.-полк. Л. Т. Сафронов ; Краснознам. воен.-воздуш. акад. — Монино : [б. и.], 1957. — 104 с. : ил.; 22 см.
- Прикладная оптика [Текст] : (Лекции) / Канд. техн. наук инж. подполк. Л. Т. Сафронов ; Под ред. доц., канд. техн. наук инж.-подполк. А. С. Козлова. — Москва : Академия, 1949. — 104 с. : ил.; 28 см.

## Награды и звания
- Кандидат технических наук (1947);
- Сталинская премия 3 степени (1946; в составе коллектива) — за создание новых приборов для ночного фотографирования с самолёта, получивших широкое применение на фронте;
- Два ордена Красной Звезды (07.08.1943, 05.11.1954);
- Медаль «За боевые заслуги» (15.11.1950);
- Медаль «За победу над Германией в Великой Отечественной войне 1941—1945 гг.» (09.05.1945).